# Luzuriagaceae
Classification APG II (2003)
Famille
Classification APG III (2009)
En classification phylogénétique, la famille des Luzuriagaceae regroupe des plantes monocotylédones ; elle comprend 6 espèces réparties en 2 genres :
- Drymophila (en)
- Luzuriaga (en)

Ce sont des arbustes grêles ou des lianes, rhizomateux, des régions tempérées à subtropicales, principalement de l'hémisphère sud.

## Étymologie
Le nom vient du genre Luzuriaga, qui honore Don Ignacio Maria Ruiz de Luzuriaga, médecin, chimiste et botaniste espagnol né en 1763, promoteur de la vaccination contre la variole dès 1801, soit plus de 80 ans avant les travaux de Louis Pasteur,.

## Classification
Si la classification phylogénétique APG II (2003) reconnaissait cette famille, par contre la classification phylogénétique APG III (2009) l'a rendue invalide en l'incorporant dans la famille Alstroemeriaceae.
En classification classique de Cronquist (1981) la famille n'existe pas et ces plantes sont intégrées aux Smilacaceae.